# Ángel Comizzo
Ángel David Comizzo Leiva (Reconquista, 1962. április 27. –) argentin labdarúgókapus, edző. 

## Klubcsapatban
Pályafutása során a Talleres de Córdoba, a River Plate, a Tigres UANL, az América Cali, a Banfield, a Club León, az Atlético Morelia és az Atlético Rafaela csapatában játszott. 

## A válogatottban
Az 1990-es világbajnokságon Nery Pumpido megsérült és behívták a helyére, de egyetlen mérkőzésen sem lépett pályára.

## Sikerei, díjai
River Plate
- Argentin bajnok (4): 1989–90, 1991 Apertura, 2002 Clausura, 2003 Clausura

Atlético Morelia
- Mexikói bajnok (1): Invierno 2000

Racing Club
- Supercopa Sudamericana (1): 1988

Argentína
- Világbajnoki döntős (1): 1990